# خدر (الحيمة الخارجية)

تعديل مصدري - تعديل

خدر هي إحدى قرى عزلة الحطب بمديرية الحيمة الخارجية التابعة لمحافظة صنعاء، بلغ تعداد سكانها 296 نسمة حسب تعداد اليمن لعام 2004.